# 2019년 동해 해역 지진
2019년 동해 해역 지진은 2019년 4월 19일 오전 11시 16분경 대한민국 강원도 동해시 북동쪽 54km 해역에서 발생한 규모 4.3의 지진이다. 이 지진으로 강원도에서 최대진도 IV가 감지되었으며, 대한민국 기상청은 북북서-남남동 방향의 역단층 운동 때문에 발생했다고 전했다.

## 진도
| 진도 | 지역      |
| ---- | --------- |
| IV   | 강원      |
| III  | 경북      |
| II   | 경기·충북 |

## 같이 보기
- 한국의 지진
- 한국의 지진해일
- 동해시의 지질
- 한국의 단층